# Residenze dell'India britannica
Una residenza dell'India britannica era un'unità autonoma o semi-autonoma dell'India britannica i cui affari esteri erano governati da un residente designato direttamente dal Viceré d'India.

## Storia

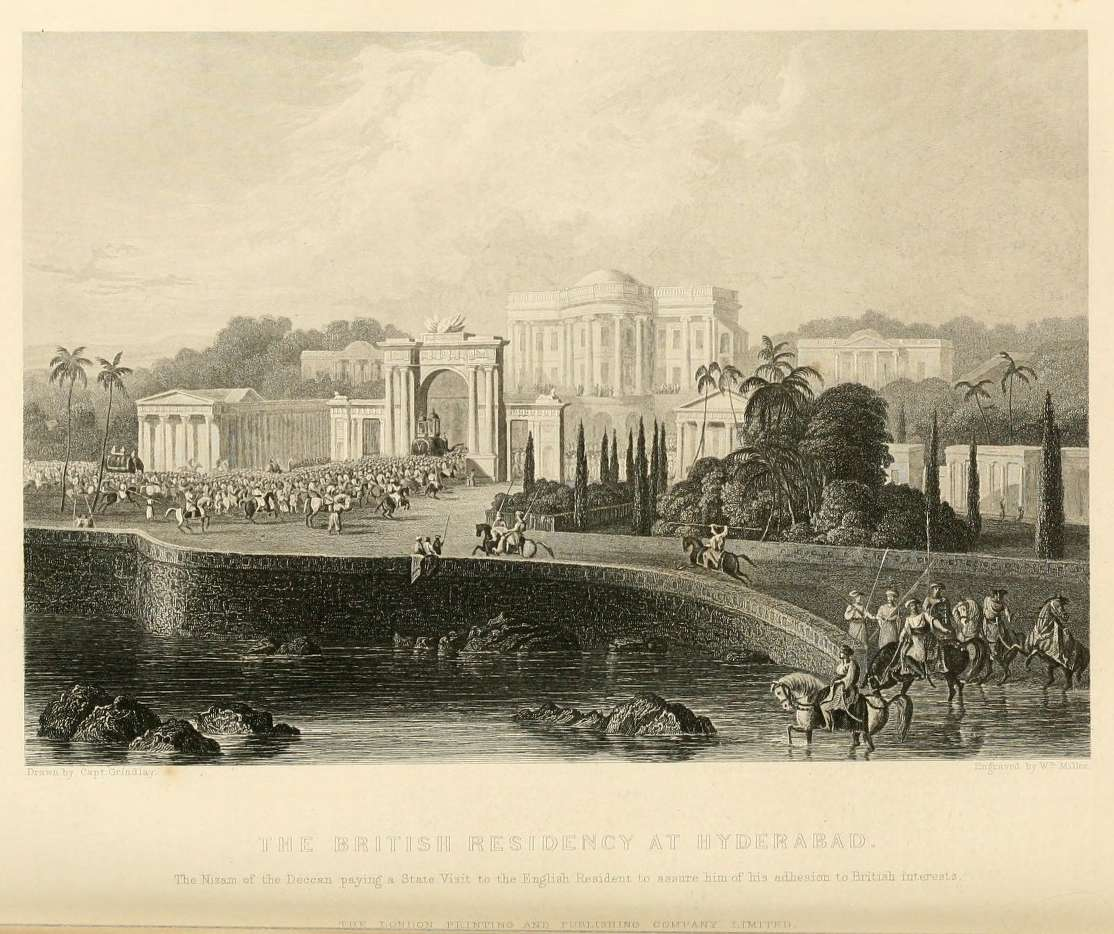
La residenza britannica ad Hyderabad

Il sistema delle residenze ebbe le proprie origine nel primo sistema di alleanze sussidiarie stabilito dagli inglesi dopo la Battaglia di Plassey nel 1757, per assicurarsi il controllo del Bengala e consentire il dispiego delle truppe della Compagnia britannica delle Indie Orientali tramite il Bengal Army che era alleato di alcuni stati nativi. Tramite questo sistema i principi indiani degli stati nativi si assicuravano protezione da aggressioni interne ed esterne. In cambio dovevano provvedere al mantenimento delle truppe inglesi in loco ed anche accettare la presenza di un residente britannico presso la loro corte. Il residente era tecnicamente un diplomatico ma de facto era anche responsabile della gestione dell'alleanza stessa che intercorreva tra i due paesi. Questo divenne quindi ben presto un sistema di governo indiretto. Il ruolo del residente britannico era anche quello di consigliere, oltre alla possibilità di intervenire direttamente nelle dispute sulle successioni e assicurarsi che lo stato non mantenesse forze proprie se non per la polizia interna né che intrattenesse relazioni diplomatiche autonome con altri stati. I residenti tentarono di modernizzare spesso gli stati in cui risiedevano attraverso la promozione di una certa europeizzazione delle istituzioni locali e del governo.
I primi stati indiani a godere di questo tipo di amministrazione furono Arcot, Oudh e Hyderabad. Prima dei moti indiani del 1857, il ruolo del residente britannico di Delhi era più importante di quello di molti altri residenti in India dal momento che le tensioni esistenti tra l'Impero moghul ormai in declino e la potenza emergente della Compagnia delle Indie Orientali trovavano in Delhi il punto essenziale di scontro. 2/5 del subcontinente indiano era amministrata de facto da principi indiani pur in presenza del British Raj.

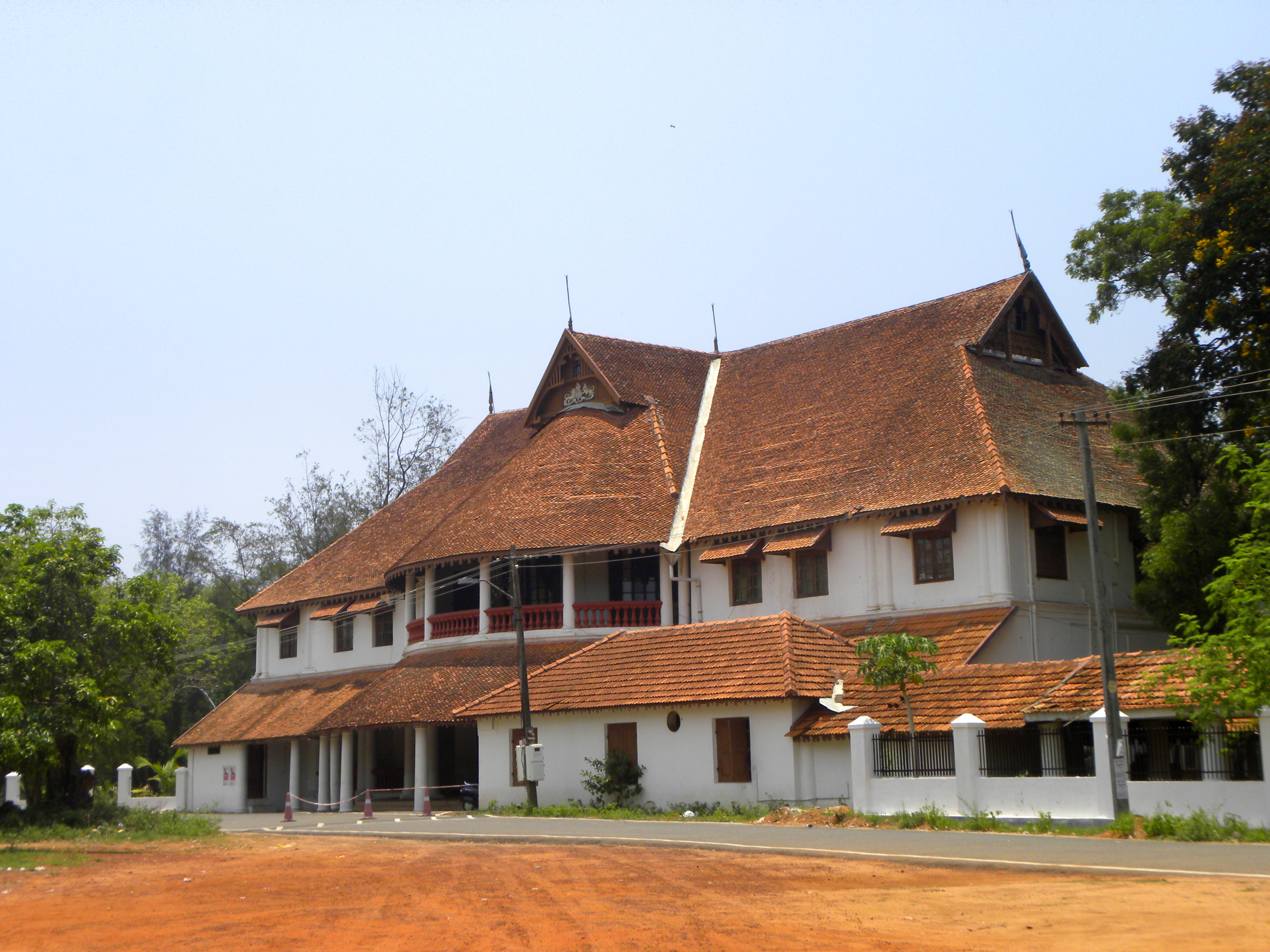
La residenza britannica nella città di Kollam venne fatta costruire dal col. John Munro

La presenza del governo dei principi parallelo a quello inglese, consentì agli inglesi stessi di concentrare le loro risorse nelle aree prettamente sotto il loro diretto controllo.
Il residente era inoltre, anche a livello psicologico, un continuo rimando al fatto che uno stato si trovava formalmente dipendente da una potenza europea. La manifestazione più tangibile di questa presenza era la residenza stessa, sovente un complesso di strutture che servivano da residenza e da luogo di lavoro per il residente. La Residenza era il simbolo del potere vero degli inglesi nella regione dal momento che essa solitamente era posta nella capitale dello stato stesso oppure nelle sue immediate vicinanze. In molti casi, era il principe locale personalmente a provvedere al denaro necessario per la costruzione della Residenza locale come gesto di sostegno alla causa inglese e per fedeltà. Il nawab di Oudh, uno dei più ricchi principi nativi, pagò ed eresse una splendida residenza a Lucknow.

## Elenco delle Residenze
Sotto l'autorità dell'Agenzia dell'India Centrale
- Residenza di Gwalior
- Residenza di Indore

Divisioni dell'Agenzia del Rajputana (Rajasthan), il cui agente politico era ex officio anche Capo Commissario della Provincia di Ajmer-Merwara
- Residenza di Jaipur
- Residenza di Mewar, a Udaipur
- Residenza degli Stati Occidentali del Rajputana

Altre residenze dell'India britannica
- Residenza di Baroda, vedi Agenzia degli Stati di Baroda e Gujarat
- Residenza di Kolhapur, unita alla'Agenzia degli Stati del Deccan
- Residenza di Quilon (Kollam), a Travancore
- Residenza di Mysore, il cui agente politico era ex officio Capo Commissario della Provincia del Capo Commissario di Coorg

Residenze associate, in particolare in Arabia
- Residenza di Aden (1859–1873), territorio britannico dello Yemen, posto sotto la Presidenza di Bombay sino al 1832, poi direttamente sotto la Provincia del Capo Commissario dell'India britannica sino al 1937;
- Residenza del Golfo Persico, per i protettorati britannici degli Stati della Tregua (precursori degli Emirati Arabi Uniti; 1892–1971), Bahrain  (1892–1971), Muscat e Oman (protettorati limitati agli affari interni, 1892–1962), Kuwait (1914–1961) e Qatar (1916–1971)